# Pselaphodes paraculeus
Pselaphodes paraculeus – gatunek chrząszcza z rodziny kusakowatych i podrodziny marników. Występuje endemicznie w Chinach.
Gatunek ten opisali po raz pierwszy w 2018 roku Hunag Mengchi, Yin Ziwei i Li Lizhen na łamach Acta Entomologica Musei Nationalis Pragae. Jako miejsce typowe wskazano górę Daming Shan w powiecie Wuming w chińskim rejonie Kuangsi. Epitet gatunkowy wskazywać ma bliskie pokrewieństwo tego gatunku z Pselaphodes aculeus. Holotyp zdeponowano w Zbiorze Owadów Shanghai Shifan Daxue.
Chrząszcz ten osiąga od 2,52 do 2,82 mm długości i od 0,92 do 0,97 mm szerokości ciała. Ubarwienie ma żółtawobrązowe. Głowa jest szersza niż długa. Oczy złożone buduje u samca około 25 omatidiów. Czułki buduje jedenaście członów, z których trzy ostatnie są powiększone, a u samca człon dziewiąty ma ponadto modyfikację w postaci dyskowatego wyrostka. Przedplecze jest tak długie jak szerokie. Pokrywy są szersze niż dłuższe. Zapiersie (metawentryt) u samców ma długie wykrojone wyrostki z jednym kolcem w ⅔ długości i dwoma kolcami na wierzchołku. Odnóża przedniej pary mają po ostrym kolcu na brzusznej stronie krętarzy, po dużym i tępym kolcu na spodzie silnie rozszerzonych ud oraz po wyraźnym i tępym wyrostku pośrodku goleni. Środkowa para odnóży ma po cienkim kolcu na spodzie krętarzy i po drobnym kolcu na szczycie goleni, a uda szeroko zgrubiałe. Odwłok jest u nasady szeroki i z tyłu zwężony. Genitalia samca mają środkowy płat edeagusa szeroki i niemal symetryczny, paramery wydłużone i symetryczne, a endofallus zawierający kilka sklerytów.
Owad ten jest endemitem Chin, znanym z rejonu Kuangsi oraz prowincji Kuejczou. Spotykany był na rzędnych od 450 do 1500 m n.p.m. Zasiedla ściółkę w lasach mieszanych.